# Hotelera Nacional
Hotelera Nacional Sociedad Anónima (HONSA) fue una empresa pública creada por la Corporación de Fomento a la Producción (CORFO) en 1944 bajo el nombre Consorcio Hotelero S.A., y que se convirtió en HONSA en 1953 mediante el DFL n° 370 que la fusionó con la Organización Nacional Hotelera.
El objetivo de la empresa era promover el turismo en todo el país, construyendo los principales hoteles y hosterías en todas las regiones. Esta empresa destacó por realizar proyectos de gran factura con un estilo de arquitectura moderno o bien contextualizado a su entorno. Los hoteles en su mayoría fueron diseñados por el arquitecto Martín Lira Guevara y algunos por la oficina de Carlos Bresciani, Héctor Valdés, Fernando Castillo y Carlos Huidobro (BVCH).
Los centros turísticos eran publicitados por la revista En Viaje. Esta empresa fue privatizada en 1979 durante la dictadura militar y disuelta en enero de 1980.

## Hoteles
Entre los principales hoteles construidos por HONSA destacan:
- Hostería de Arica
- Hotel El Paso de Arica[7]
- Hotel Prat de Iquique
- Hostería Cavancha de Iquique
- Hostería Pica
- Hostería Tocopilla
- Hotel Turismo de Antofagasta
- Hostería de Calama
- Hostería de San Pedro de Atacama
- Hostería de Mejillones
- Hostería de Taltal
- Hostería de Chañaral
- Hotel Turismo de Copiapó (actual Hotel Diego de Almeida)
- Hostería de Caldera
- Hotel Turismo de La Serena (actual Hotel Francisco de Aguirre)
- Balneario y cabinas de Peñuelas
- Hotel Bucanero (ex Club de Yates de La Herradura, Coquimbo)
- Hostería de Vicuña
- Hotel Turismo de Ovalle
- Hostería de San Felipe
- Hotel Portillo
- Hotel Luis Cruz Martínez de Curicó
- Hostería de San Vicente de Tagua Tagua
- Hostería de Constitución
- Hotel Plaza de Talca
- Hotel Turismo de Linares
- Gran Hotel Isabel Riquelme de Chillán
- Hostería de Lanalhue
- Hotel Pucón
- Hostería de Calafquén
- Hotel Pedro de Valdivia en Valdivia
- Hostería Pirihueico
- Hostería Las Lengas
- Hostería Coyhaique
- Hotel Isla de Pascua

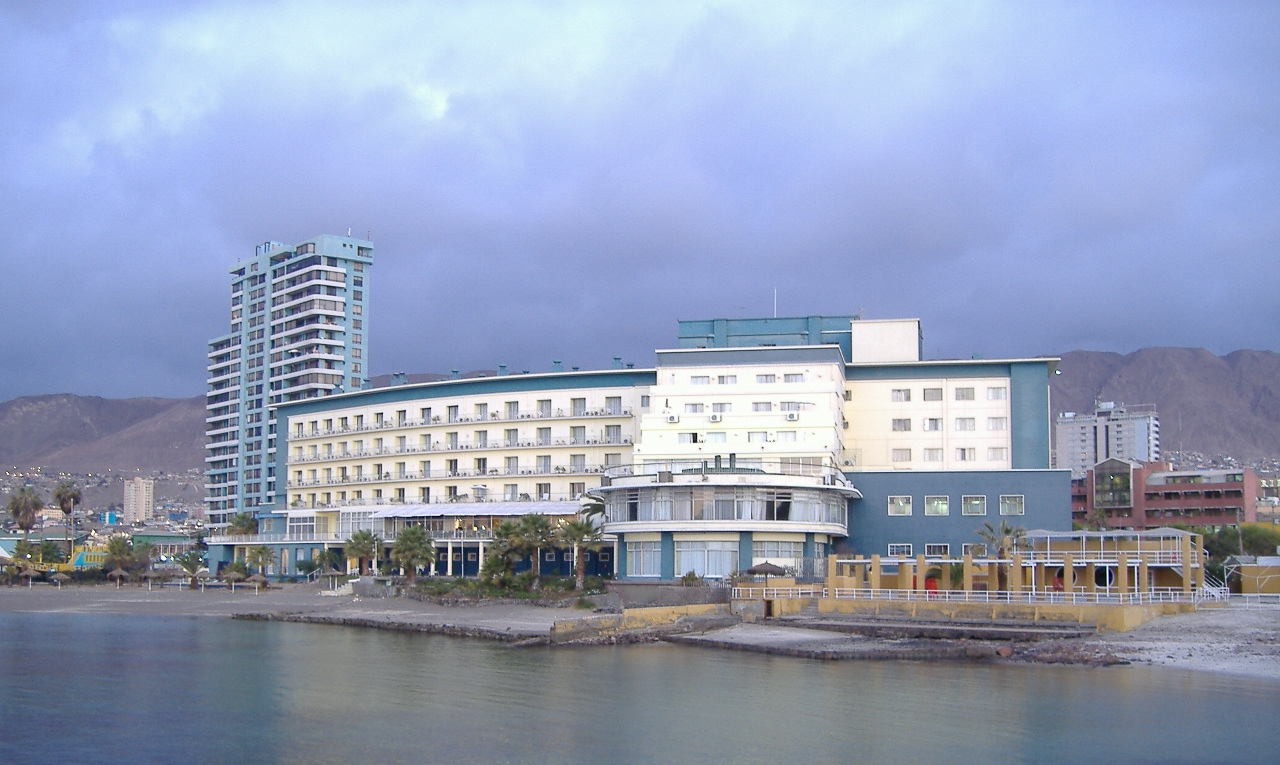
Hotel Turismo de Antofagasta.
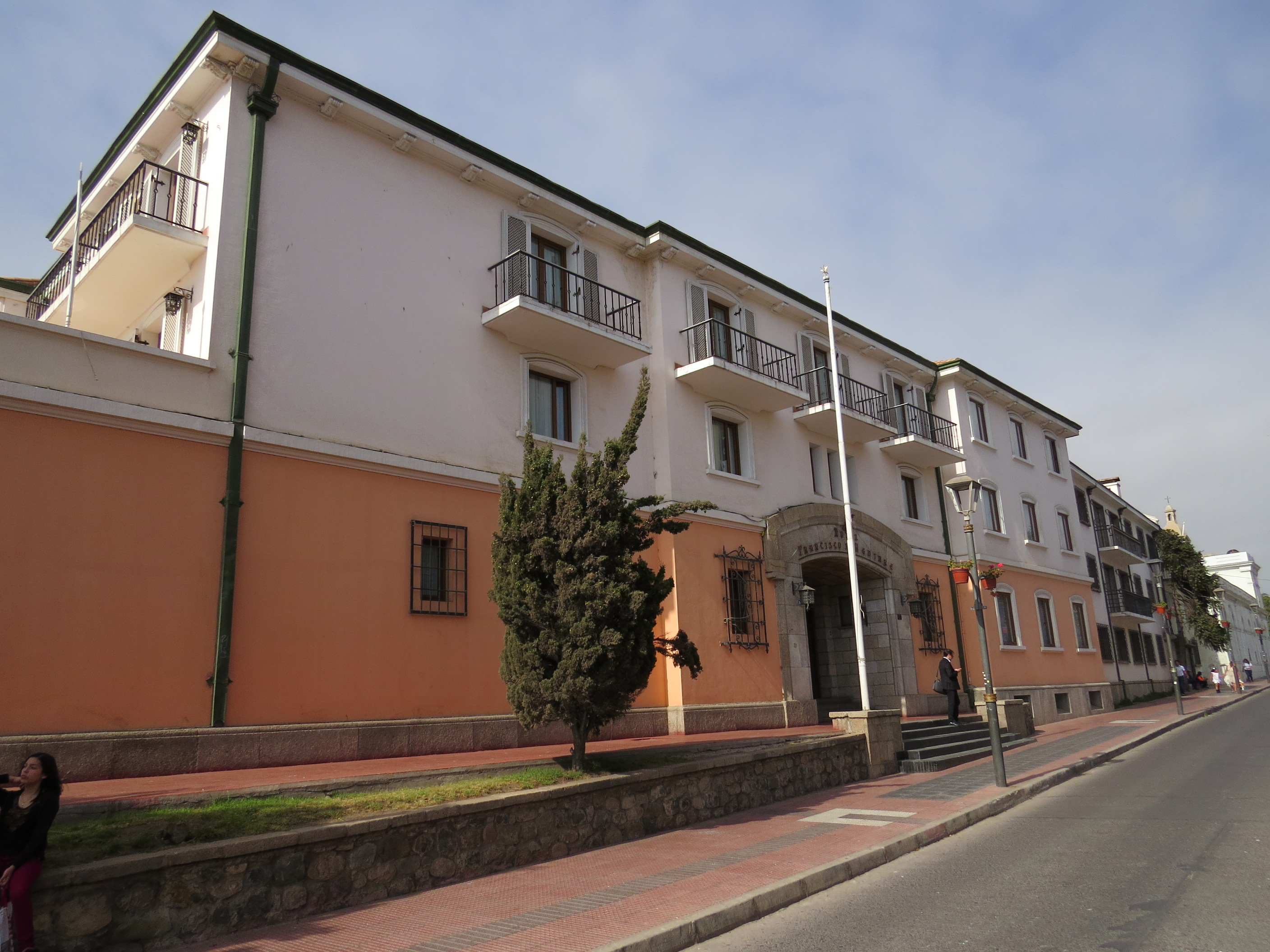
Hotel Turismo de La Serena.
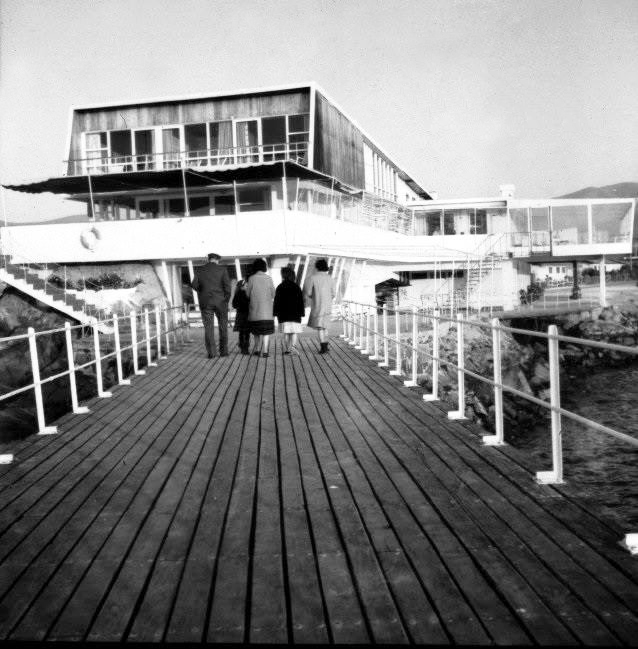
Hotel Bucanero.
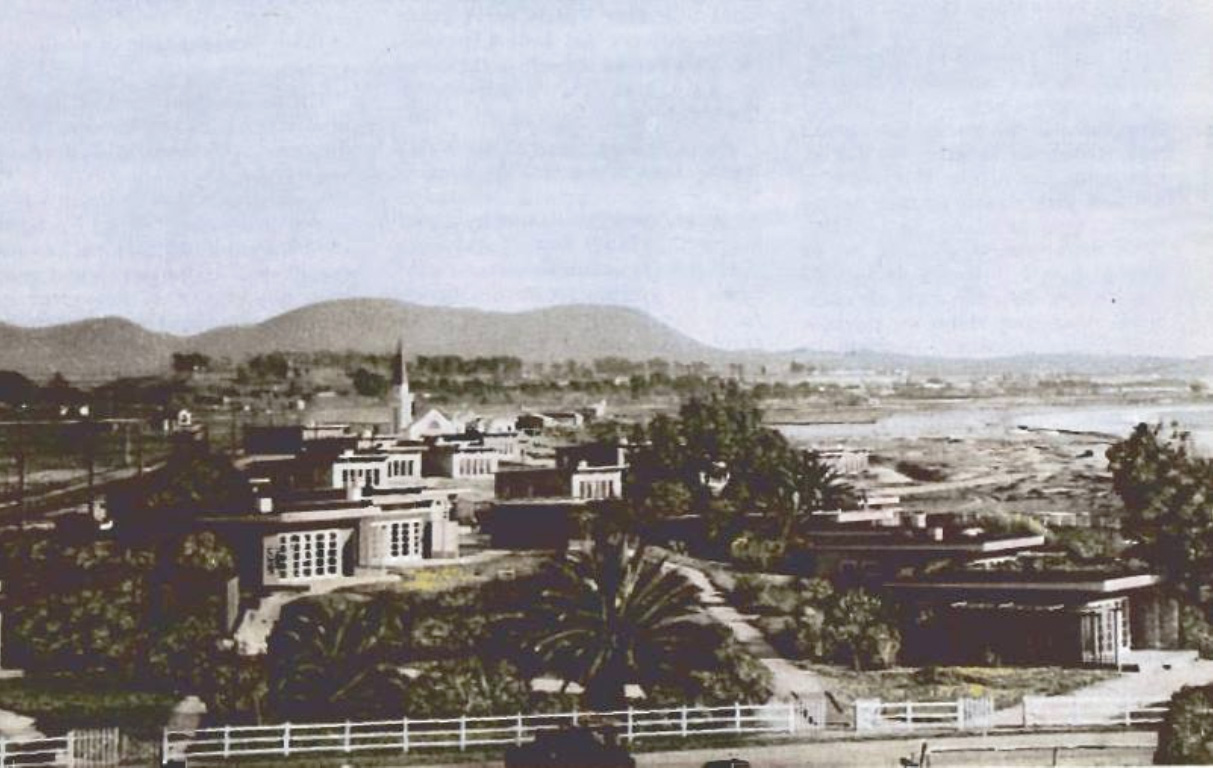
Cabinas de Peñuelas.
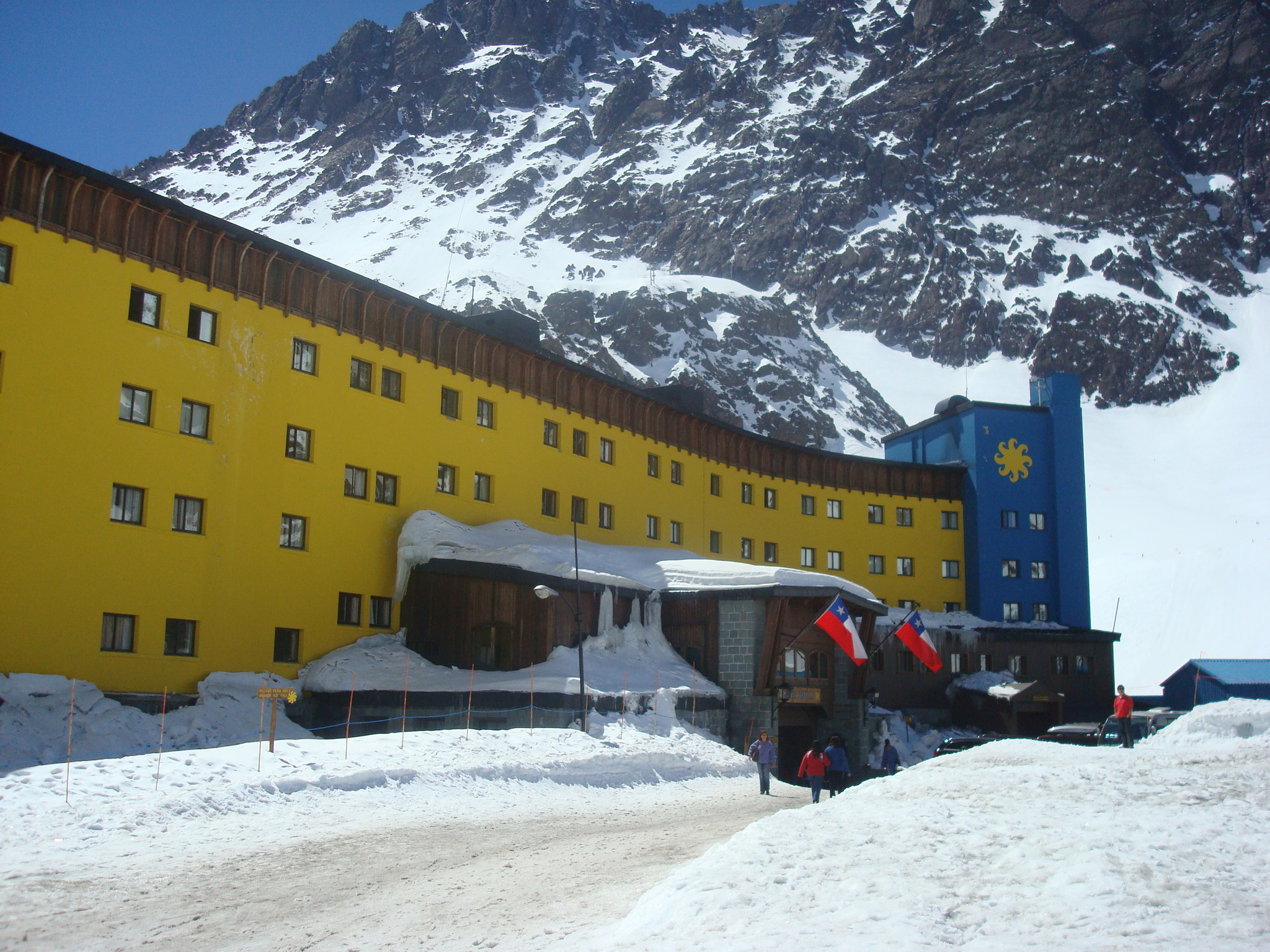
Hotel Portillo.